# Kent Beck

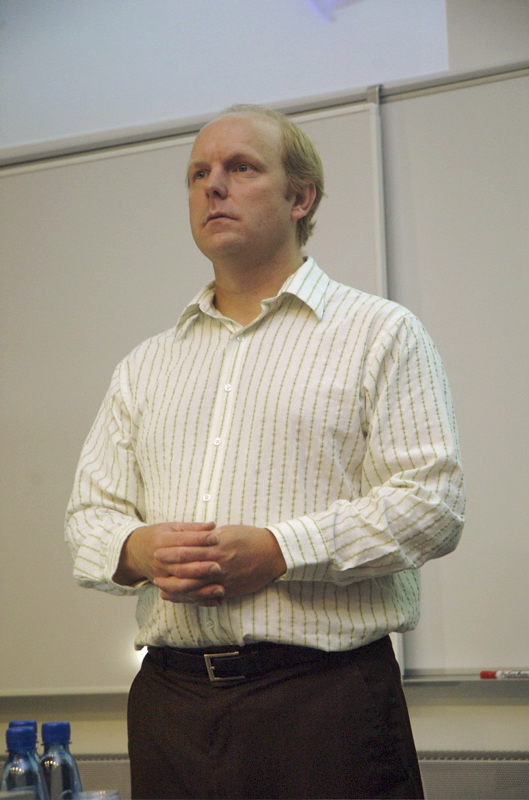
Kent Beck

Kent Beck (född 1961), är skaparen av systemutvecklingsmetodiken Extreme Programming vilken han utvecklade som projektledare för det längre projektet Chrysler Comprehensive Compensation System. Beck var en av de 17 ursprungliga författarna till Agile Manifesto 2000.
Han har varit pionjär inom designmönster (en: software design patterns), återupptäckten av testdriven utveckling (en: test-driven development), samt den kommersiella användningen av Smalltalk. Tillsammans med Ward Cunningham gjorde han även användandet av CRC-kort populärt och skapade tillsammans med Erich Gamma ramverket JUnit som används för enhetstester. 
Beck har en magisterexamen i datavetenskap från universitetet i Oregon, USA.

## Bibliografi

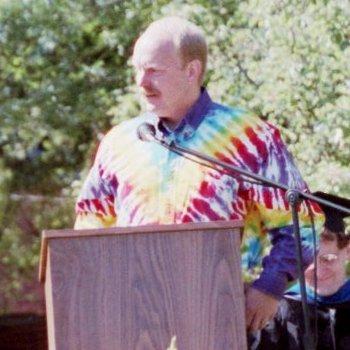